# 帕西奇納 (舊錫尼亞瓦市鎮)
帕西奇納（烏克蘭語：Пасічна）是位於烏克蘭西部的村莊，由赫梅利尼茨基州赫梅利尼茨基區的舊錫尼亞瓦市鎮負責管轄。該村始建於1759年，面積3.01平方公里，海拔高度300米，2001年人口1,091。